# لورانس دوجان
لورانس دوجان (1905-1948)، معروف أيضًا باسم لاري دوجان، كان عالم اقتصاد أمريكي من القرن العشرين وكان رئيس مكتب أمريكا الجنوبية لوزارة الخارجية الأمريكية خلال الحرب العالمية الثانية، واشتهر لسقوطه وموته من نافذة مكتبه في نيويورك، قبل أعياد الميلاد لعام 1984 بفترة قصيرة وبعد 10 أيام من استجوابه من قبل مكتب التحقيقات الفيدرالي حول ما إذا كان لديه اتصال مع المخابرات السوفييتية.
بالرغم من الاتهامات العامة من قبل ويتاكر تشامبرز وآخرون، وكان أشخاص مرموقون مثل المدعي العام توم كلارك، إلينور روزفيلت، والصحفي المساعد المقرب لدوجينز إيدوارد مورو وآخرون يثقون بولاء دوجان. ومع ذلك، كشفت مع ذلك البرقيات السوفيتية مفكوكة الشفرة في التسعينات عن أدلة كون دوجان جاسوسًا سوفييتيًا لصالح لجنة أمن الدولة في الثلاثينات والأربعينات.

## خلفيته
ولد لورانس هايدن دوجان في 28 مايو، 1905، في مدينة نيويورك، كان والده ستيفن دوجان أستاذًا في العلوم السياسية في كلية مدينة نيويورك قبل تأسيس معهد التعليم الدولي. وكانت والدته سارة أليس إليسير مديرة رابطة الزنوج الخيرية في وايت بلينس، نيويورك.
تلقى دوجان التعليم المبكر في مدرسة روجر أسشام في هارتسديل، نيويورك، وكنيسة المجتمع في وايت بلينس، حيث تعلم البساطة، المجاملة، والديموقراطية. تخرج بدرجة الامتياز من أكاديمية فيليبس إكستر عام 1923. وتخرج بامتياز من جامعة هارفارد عام 1927. (كان أعضاء منظمة وير السرية مثل ألجر هيس ولي برسمان قد تخرجوا من كلية الحقوق بجامعة هارفارد لعام 1929) وعندما انضم إلى الدولة، تلقى دورات الدراسات العليا في التاريخ والحكومة والاقتصاد في جامعة جورج واشنطن.

## السيرة المهنية
بدأ دوجان عام 1927 بحياته المهنية بالعمل لصالح الناشر هاربر برذرز. وأنشأ والده الذي كان مديرًا لمعهد التعليم الدولي في عام 1929 مكتبًا لأمريكا اللاتينية وعرض على ابنه المنصب. وقبل دوجان بالمنصب وتعلم الاسبانية والبرتغالية، وسافر في المنطقة ليصبح أكثر اطلاعًا عليها. وكان قد كتب تقريرًا في عام 1930 ووصل إلى تشارلس هاولاند وهو رئيس الدراسات في العلاقات الدولية في جامعة ييل. وأرسل هاولاند التقرير إلى دانا مونرو، رئيسة القسم الأمريكي اللاتيني، والتي عرضت منصبًا على دوجان.

### العمل المدني
انتقل دوجان إلى العاصمة واشنطن عام 1930 لينضم إلى وزارة الخارجية الأمريكية – تسع من هذه السنوات كرئيس القسم الأمريكي اللاتيني وأربعة كمستشار في العلاقات السياسية. (انضم صديقه من هارفارد نويل فيلد للدولة في أواخر العشرينات.) وشغل دوغان منصب وزير الخارجية كورديل هل في مؤتمر كبير في ليما، بيرو وهافانا، كوبا. وشملت المناصب التي شغلها رئيس قسم الجمهوريات الأمريكية وكذلك منصب المستشار السياسي ومدير مكتب الجمهوريات الأمريكية.
عاد دوجان لفترة قصيرة إلى القطاع الخاص عام 1944، حيث عمل كمستشار في العلاقات اللاتينية الأمريكية - «عمل مربح.»
وبعد ذلك بوقت قصير، طلب هيربيرت ليهمان (محافظ نيويورك) والدكتور إيدواردو سانتوس (الرئيس السابق لكولومبيا) من دوجان ان يعمل لدى إدارة الأمم المتحدة للإغاثة والتأهيل (UNRRA) لستة أشهر. (كان صديقه نويل فيلد قد قبل منصبًا عام 1936 للولايات المتحدة مع عصبة الأمم ومن ثم أصبح في 1941 مديرًا لمهمة الإغاثة للجنة الخدمة الوحدوية الخلاصية الأمريكية في مارسيليا.)

### معهد التعليم الدولي
عرضت لجنة من معهد التعليم الدولي عام 1946 (تتألف من فرجينيا غيلدرسلييف من جامعى بارنارد، إيدوارد مورو من قناة سي بي إس نيوز، والدو ليلاند من معهد كارنيجي، وأرثر باكارد من مؤسسة روكفلر برذرز فند) على دوجان رئاسة معهد التعليم الدولي عند تقاعد والده. كان معهد التعليم الدولي يوفر تدفقًا من طلاب التبادل بين الولايات المتحدة وعدة بلدان أخرى.
بدأ دوجان في 1 نوفمبر، 1946 عمله كرئيس معهد التعليم الدولي. وكان من أول إجراءاته هو جعل مجلس الإدارة أكثر شمولية عن طريق إضافة نساء، ممثلي الاتحادات («الرجال العاملين»)، والأمريكان الأفارقة ومن ضمنهم بينجامين مايس من كلية مورهاوس (مشرف مارتن لوثر كينج الابن). ووسع نطاق الطلاب ليشمل المتدربين، المبادرين، قادة العمل، المحترفين، الفنانين، والموسيقيين. وعين الرئيس الأمريكي ترومان دوجان كأحد أعضاء الإدارة العشرة لقانون فلبرايت. قدم الاستشارة خلال تأسيس اليونيسكو. وعمل في عام 1947 كعضو في وفد الولايات المتحدة للجلسة الثانية من مؤمر اليونيسكو العام، المعقود في ميكسيكو سيتي.
ازداد تمويل معهد التعليم الدولي وازدادت ميزانيته بحوالي 400% من 109000$ إلى 430000$ خلال السنتين اللتين كان دوجان فيهما رئيسًا. وازداد التمويل من مؤسسة كارنيغي بـ 50000$ في السنة خلال ذلك الوقت (وأصبح ألجر هيس رئيسًا للمنظمة الأخت، مؤسسة كارنيغي للسلام الدولي خلال أيام من تعيين دوجان في معهد التعليم الدولي).

## التجسس
كان دوجان صديقًا مقربًا لنويل فيلد من وزارة الخارجية. وقد حاولت مديرية المخابرات الرئيسية أيضًا تجنيده عن طريق فريدريك فيلد.
تم تجنيده في منتصف الثلاثينات بواسطة هيدي ماسينغ كجاسوس سوفييتي. وأخبر دوجان مكتب التحقيقات الفيدرالي بأن هنري كولينز من مجموعة وير قد حاول تجنيده أيضًا دون إلى المفوضية الشعبية للشؤون الداخلية دون أن ينجح.
كان القنصل السوفييتي في مدينة نيويورك بيتر جوتزيت يعمل كضابط في المفوضية الشعبية للشؤون الداخلية أيضًا. وحدد لورانس دوجان عام 1934 على أنه مجند محتمل. وأخبر بوريس بازاروف هيدي ماسينغ بأنهم أرادوا مساعدتها في تجنيد دوجان ونويل فيلد. وكانت الخطة المقترحة من قبل جوتزيت هي استعمال دوجان لسحب فيلد إلى الشبكة. وكتب جوتزيت في 3 أكتوبر عام 1934 أن توجان «مثيرٌ للاهتمام بالنسبة لنا بسبب أن عن طريقه يمكن الوصول إلى نويل فيلد... من القسم الأوروبي في وزارة الخارجية وهو صديق دوجان.»
زوَّد دوجان للاستخبارات السوفييتية ببرقيات دبلوماسية سرية، ومن ضمنها برقيات من السفير الأمريكي ويليام بوليت. وكان مصدرًا للسوفييت حتى استقال من وزارة الخارجية في 1944.
اقترح إغمونت جاينز مجموعة سرية بحسب ويتتاكر تشامبرز في مذكراته لعام 1952. «مصرًا» على أن تصل المجموعة إلى دوجان، «الذي قاله عنه أنه 'عاطفي جدًا'.» كان دوجان حينها في وزارة الخارجية، وأصبح رئيسًا لقسمه اللاتيني الأمريكي. وقال دوجان للسوفييت الذين تعاملوا معه بحسب بوريس بازاروف أنه بقي في «هذه الوظيفة الكريهة» لأنه كان «مفيدًا لقضيتنا.»

## الحياة الشخصية والموت
تزوج دوجان من هيلين بويد في 1932، وهي خريجة كلية فاسار. وكان ليدهما أربعة أطفال: ستيفاني، لورانس الأبن، روبيرت، وكريستوفر.

### 20 ديسمبر، 1948
في 20 ديسمبر، 1948 سقط دوجان من مكتبه الواقع في الطابق السادس عشر في معهد التعليم الدولي في بناية في وسط مدينة منهاتن. واكتُشفت جثته في حوالي الساعة السابعة من ذلك المساء. ونشر قسم شرطة نيويورك بعد عدة أيام من الحادث نتائج تقرير التحقيق والتي استنتجت: «إما أن السيد دوجان سقط بطريق الخطأ أو قفز.»
تكلم دوجان مع والده في أيامه الأخيرة حول تمويل معهد التعليم العالمي، ومع والدته حول أعياد الميلاد، ومع الدكتور سانتوس في فندق والدورف أستوريا حول علاقات الولايات المتحدة مع أمريكيا اللاتينية، وفي 20 ديسمبر نفسه مع بيير بيدارد، مدير المعهد الفرنسي، حول دعوة شخص فرنسي متميز ليلقي محاضرة في الولايات المتحدة تحت رعاية معهد التعليم الدولي.

### إحياء ذكراه
نشر الأصدقاء كتابًا تذكاريًا عن دوجان، مع مساهمات إلى الكتاب مباشرًة أو مجموعة من الصحافة بواسطة: إيلينور روزيفيلت، توم كلارك، سومنير ويليس، ماركس تشايلدز (صديق)، إدوارد مورو، روسكو دورموند، ورايموند مولي، جوزيف هارش، إيلمر ديفيس، مارتن أغرونسكي، هنري لوس، كلارنس بيكيت، هاري إميرسون فوسديك. وألَّفَ أرجيبالد ماكليش قصيدة تذكارية نُشرت في نيويورك هيرالد تريبيون.